# Martina Anderson
Martina Anderson (født 10. april 1962) er siden 2012 britisk medlem af Europa-Parlamentet, valgt for Sinn Féin (indgår i parlamentsgruppen GUE/NGL).